# Јевгениј Мајоров
Јевгениј Александрович Мајоров (рус. Евге́ний Алекса́ндрович Майо́ров; Москва, 11. фебруар 1938 − Москва, 10. децембар 1997) био је совјетски и руски хокејаш на леду и хокејашки тренер, Заслужни мајстор спорта Совјетског Савеза од 1963. године и члан Куће славних совјетског и руског хокеја. Дипломац је Московског авијационо-техничког универзитета од 1963. године. Током каријере играо је на позицијама нападача. 

## Биографија
Мајоров је своју играчку каријеру започео у московском Спартаку за који је дебитовао 1956. године заједно са братом близанцем Борисом. Нападачка линија Спартака коју су чинили Борис и Јевгениј Мајоров и Вјачеслав Старшинов сматра се једном од најачих нападачких формација у совјетском хокеју шездесетих година прошлог века. Са Спартаком је освојио две титуле националног првака, у сезонама 1961/62. и 1966/67, а у националном првенству одиграо је укупно 260 утакмица и постигао 127 голова.
По окончању сезоне 1966/67. и освајања титуле националног првака Мајоров се повлачи из активног играња и постаје главним свога додатадшњег клуба. Кодину дана касније враћа се активном игрању и одлази у Финску где је као играч и тренер водио друголигашки тим ХК ВехУ (фин. Vehmaisten Urheilijat) из Тампереа. Као тренер водио је још и омладинску селекцију Совјетског Савеза у сезони 1973/74. када је имао улогу помоћног тренера. По окончању играчке и тренерске каријере Мајоров је радио као спортски коментатор, а у периоду 1982−1997. радио је као спортски новинар и коментатор у националној телевизији, а био је и пуноправни члан Совјетског удружења новинара. Године 1998. посмртно му је додељено признање за најбољег спортског коментатора године. 
На почетку каријере једно краће време играо је и за фудбалску секцију Спартака.
За репрезентацију Совјетског Савеза први пут је заиграо на светском првенству 1961. када су Совјети освојили бронзану медаљу, а две године касније на СП 1963. освојио је и златну медаљу и титулу светског првака. Учествовао је и на ЗОИ 1964. у аустријском Инзбруку где је совјетски тим освојио златну олимпијску медаљу. На светким првенствима и олимпијским играма одиграо је укупно 20 утакмица и постигао 11 голова. 